# DVD 레코더블

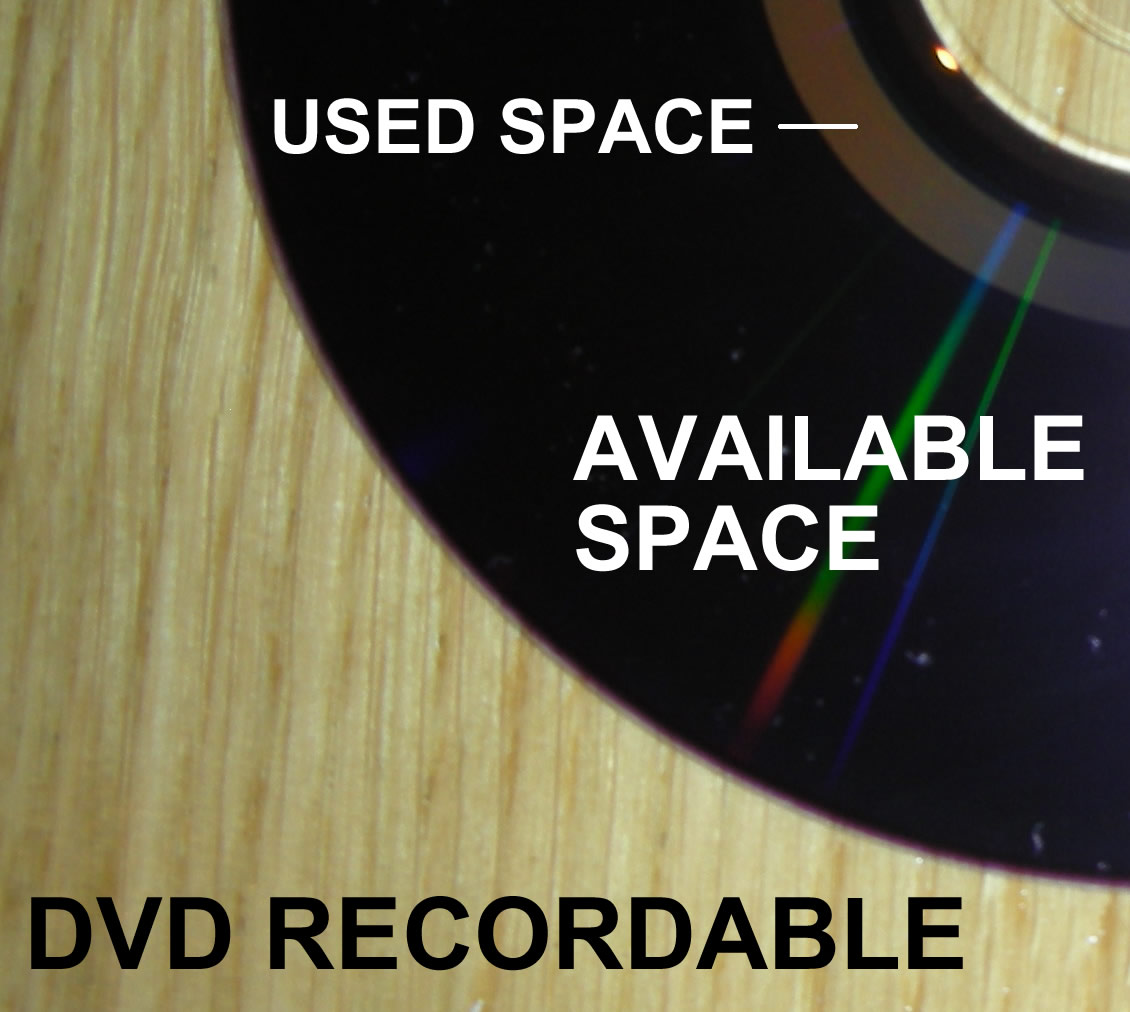
임베디드 데이터: 오직 부분 쓰기만 가능한 DVD-R 디스크(DVD+R에도 적용됨). 데이터는 쓰기 레이저로 데이터에 버닝된다.

DVD 레코더블(DVD recordable)과 DVD 리라이터블(DVD rewritable)은 광 디스크 기록 기술이다. 이 용어 둘 다 DVD 레코더에 의해 기록 가능한 DVD 광 디스크를 기술하지만, "리라이터블" 디스크의 경우 데이터의 삭제 및 다시 쓰기가 가능하다. 데이터는 DVD처럼 제조 중에 디스크에 압착(press)되는 대신 레이저를 통해 디스크에 기록(버닝)된다. 압착 과정은 주로 홈 비디오 배급을 위해 대량 생산에 사용된다.
CD-R처럼 DVD 레코더블은 염료를 사용하여 데이터를 저장한다. 싱글 비트 버닝 중에 레이저의 강도는 버닝되는 염료의 반사 속성에 영향을 미친다. 레이저의 강도를 빠르게 변화시킴으로써 더 밀도가 높은 데이터를 정확한 트랙에 기록하게 된다. 기록된 트랙들이 어두운 염료로 만들어지기 때문에 레코더블 DVD의 데이터 사이드는 별도의 색을 갖고 있다. 버닝된 DVD는 압착(press)된 DVD보다 읽기 실패 가능성이 더 높은데, 그 이유는 압착된 디스크의 알루미늄 기질 대비 염료의 반사 특성에 차이가 있기 때문이다.

## R과 RW 포맷

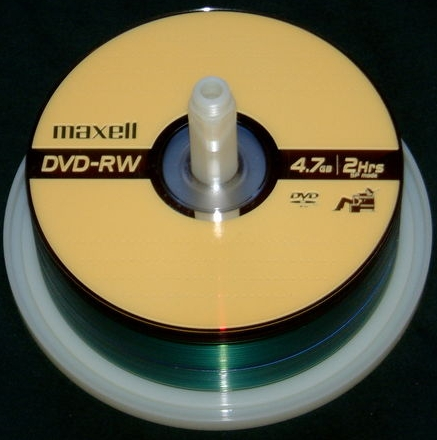
스핀들의 DVD-RW 디스크

"R" 포맷 DVD들은 한 번 쓸 수 있고 여러 번 임의로 읽을 수 있다. 그러므로 "R" 포맷 디스크들은 오디오, 비디오와 같은 비휘발성 데이터 스토리지에만 적합하다. DVD+RW 얼라이언스 로고가 'RW'로 표현되기 때문에 혼동이 있을 수 있다. 그러므로 수많은 디스크들은 RW 로고를 갖추고 있으나 재기록은 불가능하다.
파이오니아에 따르면 DVD-RW 디스크들은 대략 1,000번 쓰기가 가능하며 그 이후 교체가 필요하다. RW 디스크들은 휘발성 데이터를 저장하기 위해 사용되는데, 이를테면 변경 또는 다시 쓰기가 활발히 이루어지는, 파일들의 수집 또는 백업 만들기를 예로 들 수 있다. 이것들은 홈 DVD 비디오 레코더에도 이상적인데, 이동식에 크기가 작고 상대적으로 저렴하면서도 디지털 비디오 데이터 속도를 낼 수 있는 다시 쓰기가 가능한 포맷을 갖는 이점이 있다. 다시 쓰기가 가능한 디스크의 다른 장점으로는 버닝 과정에서 오류나 데이터 손상이 있더라도 간단히 다시 기록만 하면 문제가 수정된다는 것이다.

## 속도
| 드라이브 속도 | 데이터 속도   | 데이터 속도 | 디스크 쓰기 시간 | 동일 CD 속도 | 읽기 속도 |
| ------------- | ------------- | ----------- | ---------------- | ------------ | --------- |
| 1×            | 11.08 Mbit/s  | 1.385 MB/s  | 53 min           | 9×           | 8×–18×    |
| 2×            | 22.16 Mbit/s  | 2.770 MB/s  | 27 min           | 18×          | 20×–24×   |
| 4×            | 44.32 Mbit/s  | 5.540 MB/s  | 14 min           | 36×          | 24×–32×   |
| 5×            | 55.40 Mbit/s  | 6.925 MB/s  | 11 min           | 45×          | 24×–32×   |
| 6×            | 66.48 Mbit/s  | 8.310 MB/s  | 9 min            | 54×          | 24×–32×   |
| 8×            | 88.64 Mbit/s  | 11.080 MB/s | 7 min            | 72×          | 32×–40×   |
| 10×           | 110.80 Mbit/s | 13.850 MB/s | 6 min            | 90×          | 32×–40×   |
| 16×           | 177.28 Mbit/s | 22.160 MB/s | 4 min            | 144×         | 32×–40×   |
| 18×           | 199.44 Mbit/s | 24.930 MB/s | 3 min            | 162×         | 32×–40×   |
| 20×           | 221.60 Mbit/s | 27.700 MB/s | 2 min            | 180×         | 32×–40×   |
| 24×           | 265.92 Mbit/s | 33.240 MB/s | 2 min            | 216×         | 32×–48×   |

주석:
- DVD 1× actual spin is 3 times that of CD 1×
- Disc write time in table does not include overhead, leadout, etc.

| 드라이브 속도 | 데이터 속도 (MB/s) | 데이터 속도 (Mbit/s) | 싱글 레이어 DVD-R 쓰기 속도 |
| ------------- | ------------------ | -------------------- | --------------------------- |
| 1×            | 1.32               | 10.56                | 1 hour                      |
| 2×            | 2.64               | 21.12                | 30 minutes (CLV)            |
| 4×            | 5.28               | 42.24                | 15 minutes (CLV)            |
| 8×            | 10.56              | 84.48                | 8 minutes (ZCLV)            |
| 16×           | 21.12              | 168.96               | 5 min 45 sec (CAV)          |
| 18×           | 23.76              | 190.08               | 5 min 30 sec (CAV)          |
| 20×           | 26.40              | 211.20               | 5 minutes (CAV)             |
| 22×           | 29.04              | 232.32               | 4 min 30 sec (CAV)          |
| 24×           | 31.68              | 253.44               | ~4 minutes (CAV)            |

## 용량
| 포맷       | 10진 용량 | 이진 용량 |
| ---------- | --------- | --------- |
| DVD±R      | 4.70GB    | 4.38GiB   |
| DVD±RW     | 4.70GB    | 4.38GiB   |
| DVD±R DL   | 8.55GB    | 8.15GiB   |
| DVD-RAM    | 4.70GB    | 4.38GiB   |
| MiniDVD    | 1.46GB    | 1.39GiB   |
| MiniDVD DL | 2.66GB    | 2.54GiB   |

## 같이 보기
- DVD
- CD-R
- DVD-RAM
- 미니DVD
- 블루레이 디스크

## 참고 문헌
- Bennett, Hugh (July 1998), “In DVD's Own Image: DVD-R Technology and Promise”, 《EMedia Professional》, 30+쪽.
- ——— (Apr 2004), 《Understanding Recordable & Rewritable DVD》, Cupertino: Optical Storage Technology Association.
- ISO/IEC 17341:2009, Data interchange on 120 mm and 80 mm optical disk using +RW format -- Capacity: 4,7 Gbytes and 1,46 Gbytes per side (recording speed up to 4X)
- ISO/IEC 26925:2009, Data interchange on 120 mm and 80 mm optical disk using +RW HS format -- Capacity: 4,7 Gbytes and 1,46 Gbytes per side (recording speed 8X)
- ISO/IEC 29642:2009, Data interchange on 120 mm and 80 mm optical disk using +RW DL format -- Capacity: 8,55 Gbytes and 2,66 Gbytes per side (recording speed 2,4X)